# Ли Ди (шахматист)
Ли Ди (кит. 李荻; род. 15 декабря 1999, Чэнду) — китайский шахматист, гроссмейстер (2019). Чемпион Китая (2023), бронзовый призёр чемпионата 2021 года (1-3 места), в 2022 году — 3-4 места. Победитель командного чемпионата мира 2022 в составе сборной Китая.
Многократный призёр сильных международных опен-турниров (Бетюн, 2016 и 2019 — победитель; Севилья, 2019 — победитель; Бад-Вёрисхофен, 2024 — победитель; Канны, 2024 — 2-е место; Дубай, 2023 — 2-7 места и других).

## Карьера
Начал играть в шахматы в 4 года. В 2013 году выиграл чемпионат мира до 14 лет, став единственным победителем из Китая на соревнованиях того года. После этого его пригласили в профессиональную шахматную команду в Чэнду, где с 2012 года он занимается с Ван Юэ и Ли Чао. В 2013 году получил награду как лучший молодой шахматист Азии.
В 2018 году занял 3-е место на SCO National Chess Open в Синтае.
После победы на опен-турнире в Бетюне в 2019 году, Ли Ди выполнил последнюю норму гроссмейстера. Первые 2 нормы выполнил на двух опенах в Задаре (6-е место) и Осло (4-е место).
Занял 6-е место на Sunway Sitges Open в Барселоне. Бронзовый призёр Shanghai Haiwan Cup 2019.
В 2021 году стал победителем мемориала Шейха Камаля в Бангладеш.
Участник Abu Dhabi Masters 2023 (11-е место).